# دوروثي دو
دوروثي دو (بالإنجليزية: Dorothy Dow)‏ هي مغنية ومغنية أوبرا أمريكية، ولدت في 8 أكتوبر 1920، وتوفيت في 26 فبراير 2005.

## وصلات خارجية
- دوروثي دو على موقع ميوزك برينز (الإنجليزية)
- دوروثي دو على موقع أول ميوزيك (الإنجليزية)
- دوروثي دو على موقع ديسكوغز (الإنجليزية)